# Andrea Rivera
Andrea Rivera (ur. 23 marca 1971 w Rzymie) – włoski aktor i piosenkarz, komik.
Wystąpił w roli głównej w filmie Andrei Costantiniego Dentro la città w 2004 oraz w filmie telewizyjnym Il generale dalla Chiesa Giorgio Capitaniego w 2007.
Prowadził w 2006 program telewizyjny Iride Caffè dla jednego z kanałów włoskiej platformy SkyTV. Znany we Włoszech ze swoich charakterystycznych scenek w programie Parla con me (pl. Mów do mnie) Sereny Dandini, w czasie których wciela się w postać mężczyzny rozmawiającego przez domofon - „il citofonista”. Występuje jako śpiewak uliczny na rzymskim Zatybrzu (busking), protestując przeciwko modom i zwyczajom współczesnych Włoch. W latach 2003–2008 podróżował po Półwyspie Apenińskim wraz z aktorką Lisą Lelli prezentując dwa przedstawienia teatralne: Luoghi comuni oraz Prossime aperture.
Podczas koncertu zorganizowanego 1 maja 2007 w Rzymie, z okazji Święta Pracy, aktor miał sprowokować ostrą polemikę ze strony organu Stolicy Apostolskiej L’Osservatore Romano, swoim publicznym komentarzem dotyczącym papieża Benedykta XVI w kontekście stosunku Kościoła katolickiego do teorii ewolucji oraz odmówienia przez Wikariat rzymski legalnego pogrzebu Piergiorgiowi Welby, mężczyźnie który skorzystał z eutanazji. Przy okazji polemiki nastąpił podział włoskiej opinii społecznej. Watykański dziennik porównał wypowiedzi Rivery do ataku terrorystycznego. Z kolei wypowiedź watykańskich dziennikarzy  była żywo komentowana w wielu środkach masowego przekazu na całym świecie.